# Lyman (månkrater)
För andra betydelser, se Lyman.
Lyman är en 83 kilometer stor nedslagskrater i den södra hemisfären av månens baksida. Den är uppkallad efter fysikern Theodore Lyman.

## Satellitkratrar
På månkartor är dessa objekt genom konvention identifierade genom att placera ut bokstaven på den sida av kraterns mittpunkt som är närmast kratern Lyman.
| Lyman | Latitud | Longitud | Diameter |
| ----- | ------- | -------- | -------- |
| P     | 67.6° S | 158.5° Ö | 14 km    |
| Q     | 68.6° S | 156.7° Ö | 56 km    |
| T     | 64.1° S | 157.7° Ö | 59 km    |
| V     | 62.6° S | 154.2° Ö | 37 km    |